# Geneviève Rioux (actrice)
Pour les articles homonymes, voir Rioux.
Geneviève Rioux est une animatrice, actrice, scénariste et réalisatrice québécoise. Elle joue au théâtre, à la télévision et au cinéma.

## Biographie
Geneviève Rioux nait le 3 novembre 1961 à Québec (Canada). En 1983, elle gradue du Conservatoire d'art dramatique de Montréal. Actrice, elle est aussi scénariste et réalisatrice,,.
Elle participe aux stages de perfectionnement d'Eugene Lion (Montréal), de Warren Robertson (Montréal), de Dominic de Fazio (Milan) et de Carole Morley (New York).
En 1986, elle incarne son premier rôle au grand écran dans le film de Denys Arcand: le Déclin de l'empire américain qui récolte une nomination aux Oscars de 1987,!
En 2013, elle anime les entrevues d'artistes dans le documentaire: Crée-moi, crée-moi pas, dont elle est aussi l'idéatrice et scénariste, qui traite de la présence plus discrète des actrices à l'écran, mettant en évidence leur désir de création et de procréation pour comprendre leur choix,.
En 2020, la comédienne récolte deux nominations aux prix Gémeaux pour sa réalisation de la série web Moi, j'habite nulle part.

## Théâtre
Au théâtre, elle interprète du répertoire classique et contemporain. Elle joue dans plus de 30 pièces dont : Le Prince des jouisseurs de Gabriel Sabourin, mise en scène de Normand Chouinard; Rouge gueule d’Étienne Lepage, mise en scène de Claude Poissant; Un certain Stanislavski de Marcel Sabourin et Gabriel Sabourin, mise en scène de Louis Choquette; Clash de Daniel Lemire, mise en scène de Pierre Lebeau; Under construction de Charles L. Mee, mise en scène de Luce Pelletier; Les Grecques monté par Luce Pelletier; Le Jeu de l'amour et du hasard de Marivaux, monté par Danielle Fichaud; Le Portier de la gare Windsor écrit et monté par Julie Vincent, Le Misanthrope de Molière, monté par Olivier Reichenbach; Roméo et Juliette de Shakespeare, monté par Guillermo de Andrea,.

## Scénarisation
Geneviève Rioux a été l'initiatrice et coscénariste du documentaire « Crée-moi, crée-moi pas », réalisé par Marie-Pascale Laurencelle, produit par Marie-France Bazzo et diffusé à Télé-Québec en janvier 2013,.
Le documentaire a été en compétition au Festival international du film sur l'art (FIFA). Il a remporté le « Prix du public » au Brooklyn Girl Film Festival 2013. La version anglaise du documentaire se nomme Impulses,,.
En 2019, elle coscénarise et réalise avec Gabriel Sabourin la série Moi j'habite nulle part, diffusée en 2019 sur Tou.tv.

## Vie privée
Elle est la sœur du musicien et artiste montréalais Maxime Rioux (en) et la conjointe du comédien Gabriel Sabourin. Elle a également été la conjointe de Vincent Graton avec qui elle a eu deux enfants.

## Filmographie

### Cinéma
- 1986: Qui a tiré sur nos histoires d'amour de Louise Carré : Ginette
- 1986: Le Déclin de l'empire américain de Denys Arcand : Danielle (étudiante en histoire, maîtresse de Pierre)
- 1989: Cruising Bar de Robert Ménard : Sonia
- 1989: Le Diable est une petite fille (court métrage) de Claude Demers
- 1990: Cargo de François Girard : Alice
- 1991: Montréal vu par…, film à sketches, épisode Desperanto (Let Sleeping Girls Lie) de Patricia Rozema : elle-même
- 1995: Les Fleurs magiques, court métrage de Jean-Marc Vallée : Miche
- 2004: Jack Paradise (Les nuits de Montréal) de Gilles Noël : Gisèle
- 2004: Premier juillet, le film de Philippe Gagnon : Lise
- 2006: La Lâcheté de Marc Bisaillon : Juliette
- 2011: La Vérité de Marc Bisaillon : Caroline
- 2015: Les bons sentiments, court métrage de François Landry : Carole [17]
- 2017: C'est le cœur qui meurt en dernier de Alexis Durand-Brault : Marie-Ève [18]

### Télévision
- 1987 - 1990 : L'Héritage d'Aimé Forget : Stéphanie Galarneau
- 1989 : Blue la magnifique, téléfilm de Pierre Mignot : Doris
- 1994 : La Glace et le Feu (Les Duchesnay) de Richard Martin : Isabelle Duchesnay
- 1995 - 2000 : Les Machos créée par Lise Payette : Louise
- 2000 : Chartrand et Simonne d'Alain Chartrand : Simonne Monet
- 2000 - 2004 : L'art d'être parent, magazine, Téléfiction : animation [19]
- 2000 : La fin du monde est à sept heures : reporter
- 2001 : Rivière-des-Jérémie' de Bruno Carrière et Jean-Paul Lebourhis : Ève
- 2003 : Simonne et Chartrand d'Alain Chartrand : Simonne Monet
- 2003 : Un gars, une fille, créée par Guy A. Lepage : Isabelle
- 2004 : À la découverte des haciendas, magazine, : animation [9]
- 2005 - 2007 : Les Poupées russes : Sophie-Catherine
- 2005 : Casino de Réjean Tremblay et François Gingras, Saison 1 : Monique
- 2007 : Casino de Réjean Tremblay et de François Bouvier, Saison 2 : Monique
- 2007 : Annie et ses hommes créée par Annie Piérard et Bernard Dansereau : Brigitte
- 2011 - 2012 : Le Tour du jardin, magazine, Zone 3: animation. [9]
- 2013 - 2014 : Toute la vérité créée par Annie Piérard et Bernard Dansereau : Me Julie St-Pierre
- 2014 - 2017 : Subito texto : Nicole Préfontaine
- 2017 : Moi j'habite nulle part

## Distinctions

### Récompenses
- 1989 - Prix Gascon-Roux, Meilleure actrice de théâtre pour Roméo et Juliette, TNM (Montréal)
- 1989 - Prix Gémeaux : Meilleure interprétation féminine rôle de soutien : dramatique pour le feuilleton télévisé L'Héritage
- 2004 - Prix Gémeaux : Meilleure interprétation premier rôle féminin : dramatique pour la série télévisée Simonne et Chartrand

### Nominations
- Prix Génie 1987 - Nommée pour le prix de la Meilleure actrice dans un second rôle pour Le Déclin de l'empire américain
- 2001 - Prix Métrostar - Nomination pour Meilleur rôle féminin dans une télésérie québécoise pour Chartrand et Simonne
- 2004 - Prix Métrostar - Nomination pour Meilleur rôle féminin dans une télésérie québécoise pour Simonne et Chartrand
- 2006 - Nommée pour le Prix Gémeaux : Meilleure interprétation féminine rôle de soutien : dramatique pour la série télévisée Casino
- 2014 - Nommée pour le Prix Gémeaux : Meilleure interprétation féminine rôle de soutien : dramatique pour Toute la vérité